# Facundo Tessoro

## Trayectoria
Comenzó jugando Baby Fútbol Estrada de Almagro por Parque Chacabuco y después al Baby en Jorge Newbery. A los 8 llegó a Club Atlético All Boys.
Surgió de las inferiores del Club Atlético All Boys y debutó en primera frente a Defensores de Cambaceres en la temporada 2006/2007 en la fecha 16 del torneo clausura 2007 con una buena actuación. A mediado del 2011 llegando al país de Colombia para debutar con el Unión Magdalena de la ciudad de Santa Marta.
En junio de 2017 llegó a Bragado Club equipo de la ciudad de Bragado Provincia de Buenos Aires para disputar el Torneo Federal B 2017

## Clubes
| Club                     | País      | Año         |
| ------------------------ | --------- | ----------- |
| All Boys                 | Argentina | 2007 - 2010 |
| Temperley                | Argentina | 2010 - 2011 |
| All Boys                 | Argentina | 2011        |
| Unión Magdalena          | Colombia  | 2011        |
| Club Comunicaciones      | Argentina | 2012 - 2014 |
| Club Atlético Colegiales | Argentina | 2014        |
| Barracas Central         | Argentina | 2015        |

|Bragado Club
| Argentina
|2017 -2021
|}
|Club Atlético Trocha
| Argentina
|2022
|}

## Palmarés

### Campeonatos nacionales
| Título                    | Club     | País      | Año  |
| ------------------------- | -------- | --------- | ---- |
| Primera "B" Metropolitana | All Boys | Argentina | 2008 |

| Título               | Club     | País      | Año  |
| -------------------- | -------- | --------- | ---- |
| Primera "B" Nacional | All Boys | Argentina | 2010 |